# Éveline Plicque-Andréani
Éveline Plicque-Andréani, nata Boudon (XIII arrondissement di Parigi, 25 gennaio 1929 – VII arrondissement di Parigi, 16 ottobre 2018), è stata una compositrice, musicologa e pedagoga francese, vincitrice del Prix de Rome per la composizione musicale nel 1950.

## Biografia
Nel dicembre 1939 fu ammessa al Conservatorio di Parigi nei corsi di teoria musicale. Sempre al Conservatorio, dal 1945 al 1950 frequentò il corso di armonia di Marcel Samuel-Rouseau, poi, dal 1946 al 1949, il corso di fuga di Noël Gallon. La Plicque-Andréani fu anche allieva di Nadia Boulanger nel corso di accompagnamento pianistico. Tra i suoi riconoscimenti figurano: una prima medaglia in solfeggio nel 1942, un secondo premio in armonia nel 1947 e un primo premio in fuga nel 1949.
Nel 1950 vinse il Premier Grand Prix de Rome con la sua cantata Bettina, una scena lirica in un atto su un testo di Jacques Carol da Alfred de Musset. Questo premio suscitò uno scandalo, dovuto al numero esiguo di compositori, tra i quali molti non musicisti, nella giuria e anche perché, secondo una notizia, il padre naturale della vincitrice faceva parte della giuria.
Si tratta inoltre di un caso unico nella storia del Prix de Rome, in cui i premi furono assegnati a tre generazioni successive.
Il nonno della Plicque-Andréani, Samuel Alexandre Rousseau (1853–1904), vinse il secondo Premier Grand Prix de Rome per la composizione musicale nel 1878 e fu professore di armonia al Conservatorio di Parigi dal 1898 fino alla sua morte, avvenuta nel 1904. Marcel Samuel-Rousseau (1882-1955), figlio di Samuel Rousseau, fu anch'egli vincitore del secondo Premier Grand Prix de Rome nel 1905 e professore di armonia al Conservatorio di Parigi dal 1919 fino al suo pensionamento nel 1952.
Dal febbraio 1951 all'aprile 1954, Plicque-Andréani fu residente e occasionalmente pensionnaire presso l'Accademia di Francia a Roma nella Villa Medici. Durante il suo soggiorno compose, tra l'altro, melodie, suite sinfoniche e un oratorio.
Nel 1969 Plicque-Andréani partecipò alla fondazione del dipartimento di musica del Centre universitaire expérimentale de Vincennes. Successivamente divenne assistente e poi professore presso la stessa università, insegnando armonia e composizione e supervisionando numerose tesi. A differenza della maggior parte dei vincitori del Prix de Rome, non fu mai professore al Conservatorio di Parigi, ma ebbe una brillante carriera accademica. È stata direttrice dell'UFR Arts, Philosophie, Esthétique dal 1986 al 1990, poi vice-presidente dell'Università di Parigi 8 dal 1993 al 1997. È stata nominata Cavaliere dell'ordine della Legion d'onore nel 1997. Si è ritirata nel 1998.
La Plicque-Andréani morì il 16 ottobre 2018 nel XVII arrondissement di Parigi. È sepolta nel cimitero di Villenoy (Seine-et-Marne).

## Opere musicali
Le sue composizioni includono:
- Bettina, cantata for the Prix de Rome (1950)
- Six mélodies in four parts, envoi de Rome (1952)
- Suite symphonique, in three parts, envoi de Rome (1953)
- Oratorio, envoi de Rome (1954)
- Symphonie concertante, piano reduction (date uncertain)
- Pastelli Romani, suite for orchestra, envoi de Rome (date uncertain)
- Symphonie concertante (1961) (Score: Choudens, recording INA et Radio France)
- Le dormeur du Val, symphonic poem with choir
- Leçons de ténèbres
- Psaume LVI de David (choir, soloists and orchestra)
- Bunraku, for clavecin (1989)
- Nous étions tous des noms d'arbres, settings of texts of Armand Gatti (1990)
- Misa para el hombre nuevo, for choir, orchestra and african percussion instruments (1990)
- Missa defunctorum, Requiem inspired by sacred Corsican chants (1994) (Score and CD Mandala MAN 4912 Harmonia Mundi)

- Ukubekana, on Zulu poems, for 12 voices (1995)
- Brèves d'oiseaux, 7 pieces for children's choir and 7 wind instruments (1995)[15]
- Miroirs d'aube (quartet for clarinets) (2001)
- Le manège, opera for children (2001)
- Chants de terre et de poudre (199?) on popular Zulu poems, for 16 mixed voices[15]

Queste opere sono state eseguite, a seconda dei casi, a Parigi e in diverse città della periferia parigina, in Corsica (2 tournée), a Venezia, in Brasile e in Giappone.

## Pubblicazioni
- Éveline Andréani, Antitraité d'harmonie, Paris, Ed. Christian Bourgois, 1979 ISBN  9782264009418[16]
- with Michel Borne, Le Don Juan ou la liaison dangereuse, Paris, l'Harmattan, 1996 ISBN 978-27-384-4300-7[15]
- with Jean-Paul Olive, "La Tradition comme invention", Revue d'esthétique, no. 4, 1982
- — Antitraité d'harmonie, Paris, Christian Bourgeois, 1979, reprint L'Harmattan, 2020
- — Le Don Juan et les liaisons dangereuses, musique ou littérature, Paris, Montréal, L'Harmattan, 1985 ISBN 978-2-7384-4300-7
- — "Les rapports texte-musique ou les aventures du sens", in Analyse musicale, no. 9, Paris, October 1987.[13]